# Prunet-et-Belpuig
Prunet-et-Belpuig – miejscowość i gmina we Francji, w regionie Oksytania, w departamencie Pireneje Wschodnie.
Według danych na rok 1990 gminę zamieszkiwały 52 osoby, a gęstość zaludnienia wynosiła 2 osoby/km² (wśród 1545 gmin Langwedocji-Roussillon Prunet-et-Belpuig plasuje się na 848. miejscu pod względem liczby ludności, natomiast pod względem powierzchni na miejscu 259.). 

## Zabytki
Zabytki na terenie gminy posiadające status monument historique:
- kaplica św. Trójcy (Chapelle de la Trinité de Prunet-et-Belpuig)
- kościół św. Szczepana (Église Saint-Étienne de Prunet)

## Populacja

Populacja Prunet-et-Belpuig w latach 1962–2008